# ワット (エチオピア料理)

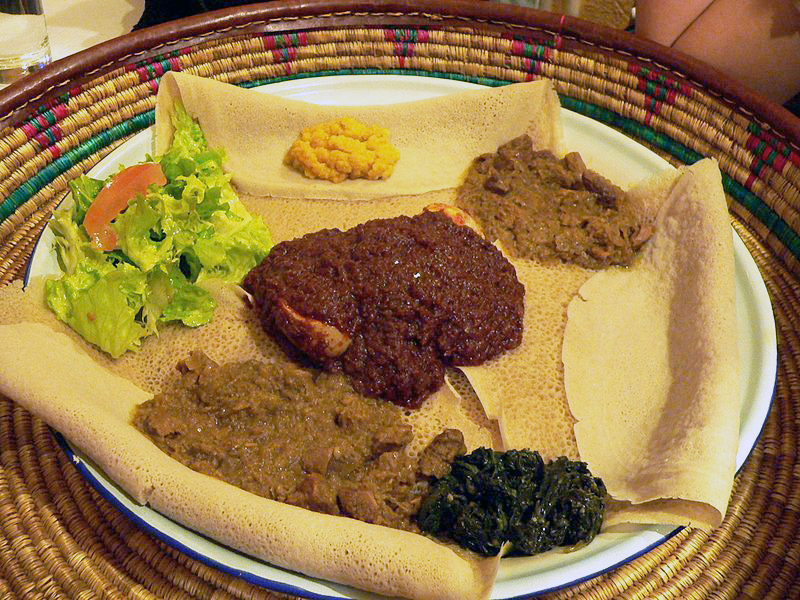
ワットとインジェラ

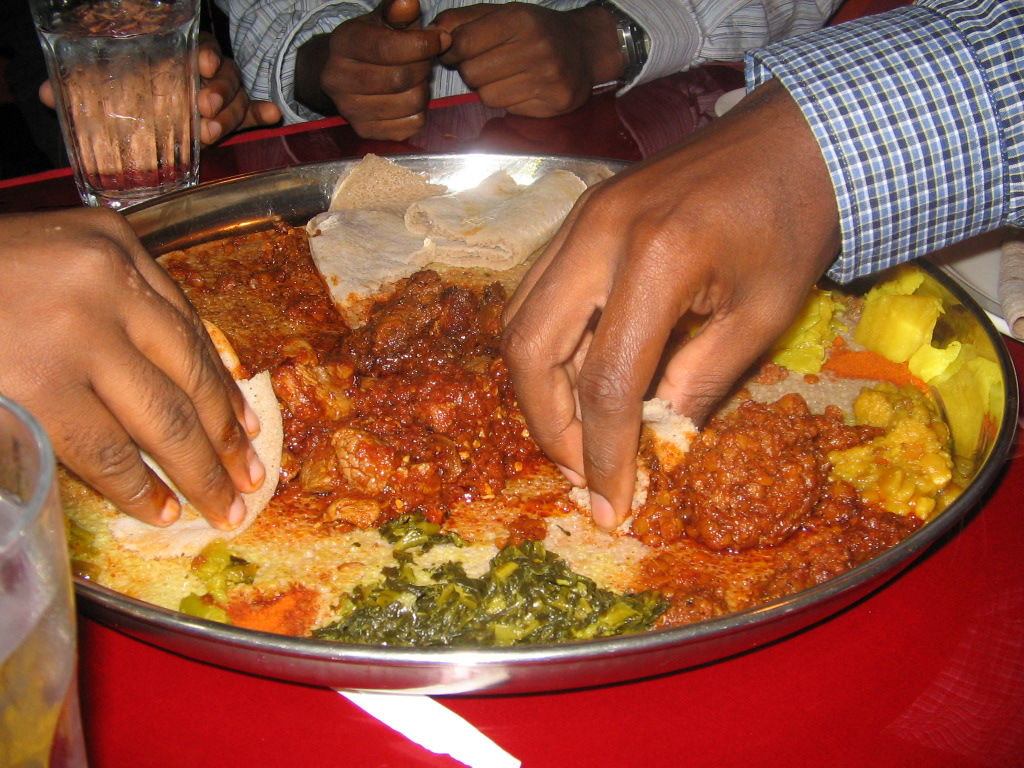
ワットの食事風景

ワット（アムハラ語: ወጥ、国際音声記号:[wətʼ]）はエチオピアとエリトリアの料理である。ワットとはアムハラ語で「惣菜」を意味し、肉、野菜、豆類を煮込んだ料理で、代表的な主食であるインジェラとともに食される。ティグリニャ語ではツェビー（ጸብሒ 、ṣebḥī）という。

## 種類
唐辛子の粉末に香辛料やハーブを混合したベルベレと呼ばれる調味料を加えて煮込んだ辛口のケイ・ワット（ቀይ ወጥ）と、ベルベレを使わないため辛くないアリチャ・ワット（አሊጫ ወጥ）の二種類に分けられるが、普通ワットというと前者を指す。初めにタマネギを茶色くなるまで空炒りしてからニテル・キッベー（ንጥር ቅቤ）という香辛料で香りをつけた澄ましバターで炒め、次に主体となる食材を煮込むのが特徴である。
特に好まれているワットは、ベルベレを使って、ラム肉を赤唐辛子ベースの辛口に仕上げたスープでしっかりと柔らかくなるまで煮込んだ料理イェベグ・ワットである。酸味と辛さは半々であるが、あっさりしたものから、コクのある味まで幅広く親しまれる。他に鶏肉のドロ・ワット、牛肉のカイ・ワットなどがある。

## 食べ方
伝統的な給仕の仕方は、藁で編んだメソーブ（መሶብ）というテーブル型の膳の上にインジェラを敷き、その上にワットを盛りつける。ジルジルティブスと呼ばれるローズマリーなどのハーブで少々味付けがされた薄味の肉野菜炒めなどが付く。インジェラを少しちぎって、ワットや他のおかずを少量ずつ包んで食べる。